# غراس
غراس (بالفرنسية: Grasse)‏ مدينة فرنسية تنتمي لإقليم الألب البحرية بمنطقة بروفنس ألب كوت دازور. تعتبر كراس العاصمة العالمية لصناعة العطور واشتهرت في المخيال الثقافي المعاصر بكونها فضاء مكانيا لأحداث رواية العطر لباتريك زوسكيند.

## جغرافيا
- تقع كراس قرب الساحل المتوسطي على بعد 12 كلم شمال مدينة كان وعلى بعد 677 كلم جنوب باريس.
- مناخ كراس متوسطي بمتوسطات حرارية تتراوح بين 3(الدنيا) و 28 (القصوى).
- عدد سكان المدينة هو 48801 نسمة حسب إحصائيات المعهد الوطني للإحصاء والدراسات الاقتصادية لسنة 2006. 9,2 % من ساكنة كراس تتعدى أعمارهم 75 سنة.

## تاريخ
- يرجع أصل تسمية المدينة إلى الفترة الرومانية حيث كان اسمها اللاتيني بوديوم كراسوم (Podium Grassum) التي تعني «التلة الكبيرة» نسبة للتلة التي تتوسط المدينة.
- في القرن ال17 ازدهرت في المدينة صناعات دباغة الجلد والعطور.
- عرفت المدينة طفرة ديمغرافية منذ نهاية القرن ال19 بفضل بداية ازدهار السياحة الشاطئية بالريفييرا الفرنسية.
- في السبعينات أنشأ القطب التقاني صوفيا أنتيبوليس على بعد 15 كلم من كراس مما أغنى ساكنة المدينة بشريحة سكانية جديدة تشتغل في مجالات التقانة والوسائط المتعددة والكيمياء الحيوية.

## اقتصاد
صناعة العطور

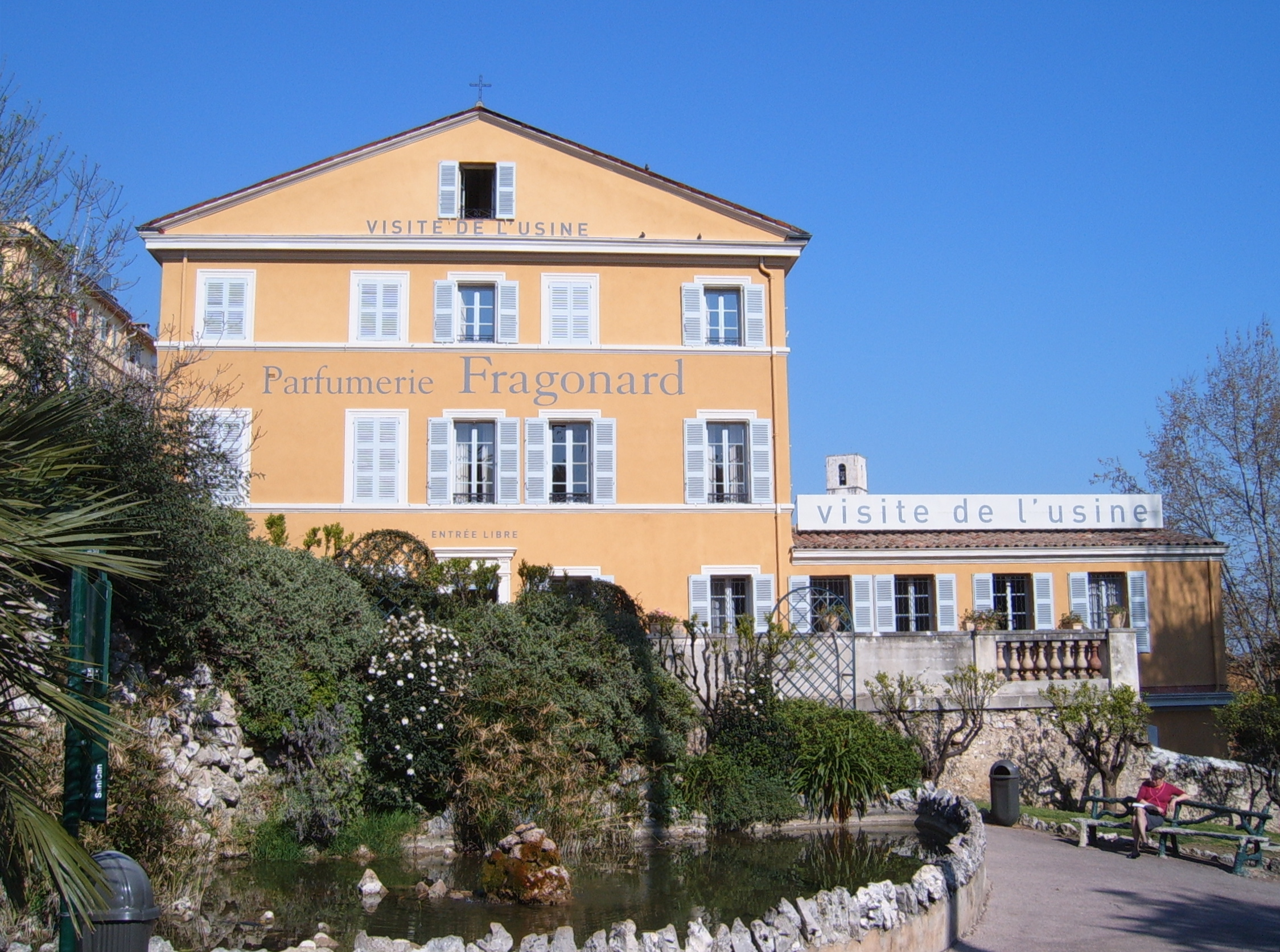
عطارة فراجونار بكراس.

- ترجع أصول العطارة في كراس إلى العصر الوسيط حيث اضطر دباغو كراس آنذاك إلى التفكير في تحسين روائح منتجاتهم من القفازات الجلدية بتعطيرها.
- اكتسبت المدينة شهرة وسمعة في مجال القفازات المعطرة إلى غاية تدهور هذا النشاط بفعل المنافسة الشرسة للجارة نيس والثقل الضريبي المفروض على الدباغة، فتخلت كراس تدريجيا عن الدباغة لتصبح متخصصة في العطور.
- تشمل صناعة العطور بكراس صناعة المواد الأولية كالزيوت الأساسية بتقنيات التقطير والتشريب، إضافة لصناعة النكهات الصناعية والغدائية.
- يوظف هذا القطاع بالمدينة حوالي 3500 شخص بطريقة مباشرة وحوالي 10000 بطريقة غير مباشرة في مختلف الصناعات الفرعية المرتبطة بالعطارة.
- تمثل كراس وحدها حوالي 10% من رقم المعاملات العالمي لصناعة العطور و 50% من رقم المعاملات الفرنسي.

سياحة
- تستقبل كراس مليوني سائح سنويا رغم طاقتها الاستيعبية المحدودة (600 سرير).

## ثقافة
- شكلت كراس فضاء مكانيا لأحداث رواية العطر لباتريك زوسكيند، وللفيلم السينمائي الذي جسد أحداث الرواية.

## توأمة
توجد اتفاقيات توأمة بين كراس والمدن التالية
- إنغولشتات ألمانيا
- أبولوسكي بولندا
- كرارا إيطاليا
- أريانة تونس
- مرسية إسبانيا
- ماربلهيد (Marblehead)  الولايات المتحدة

## معرض صور

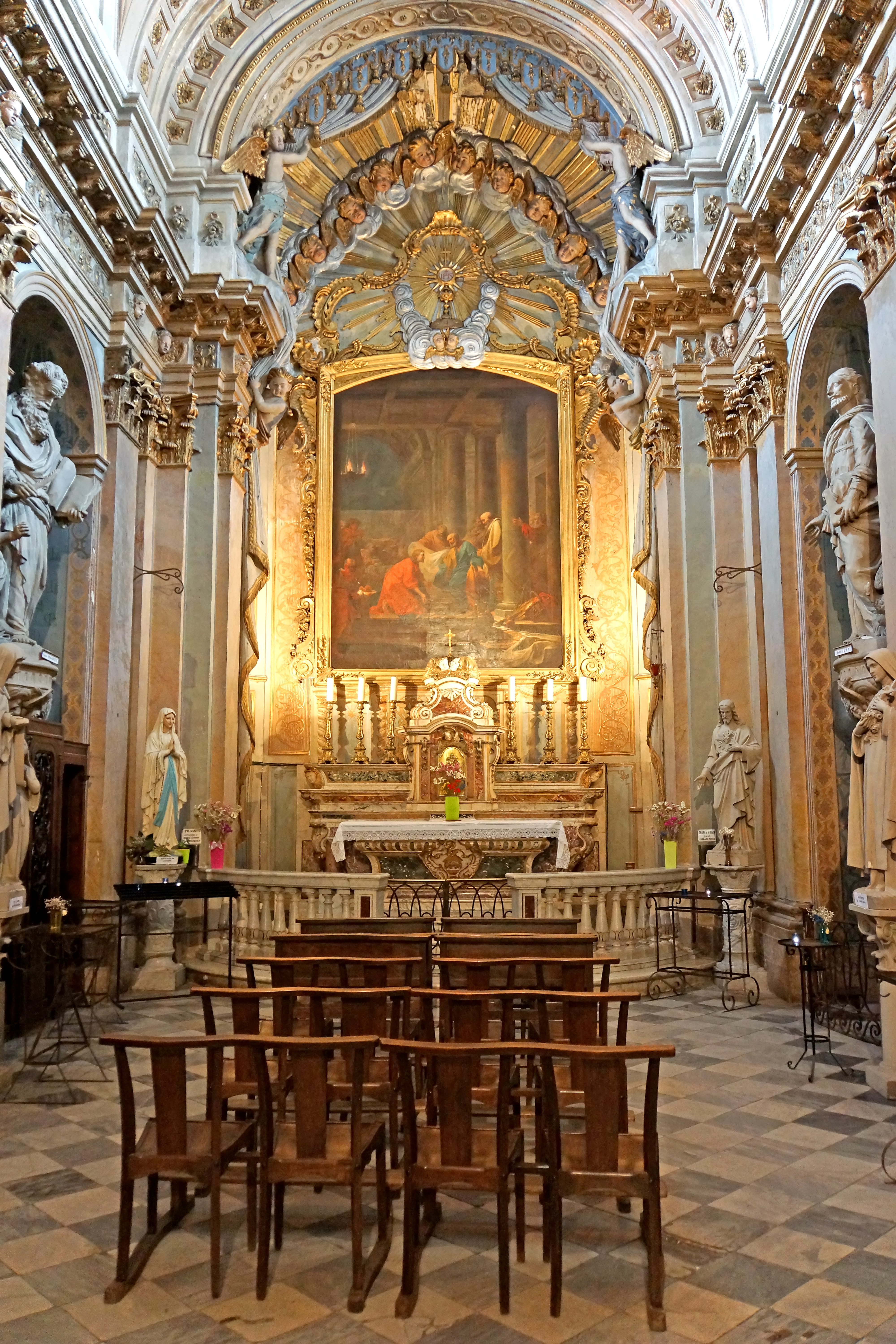
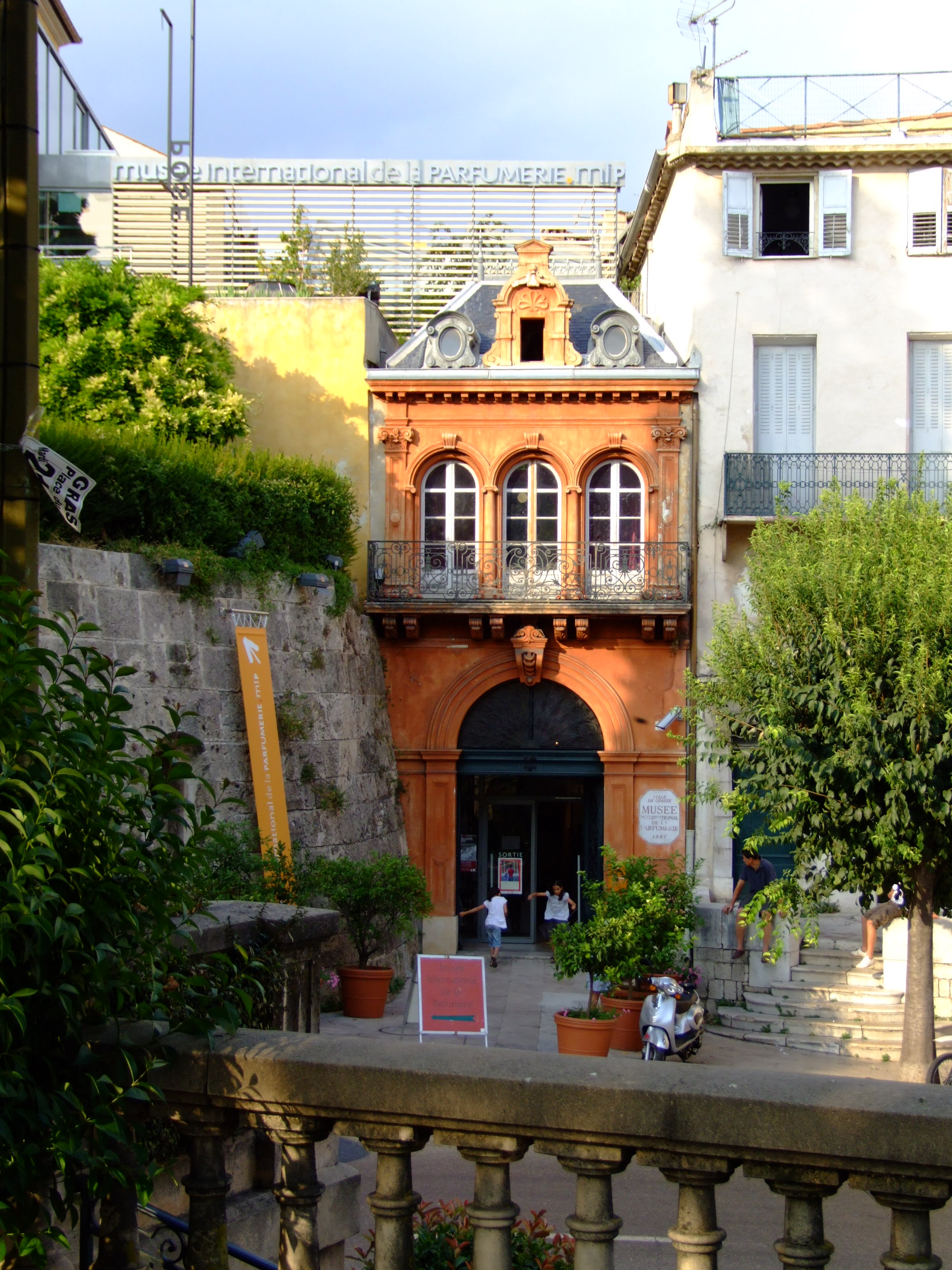
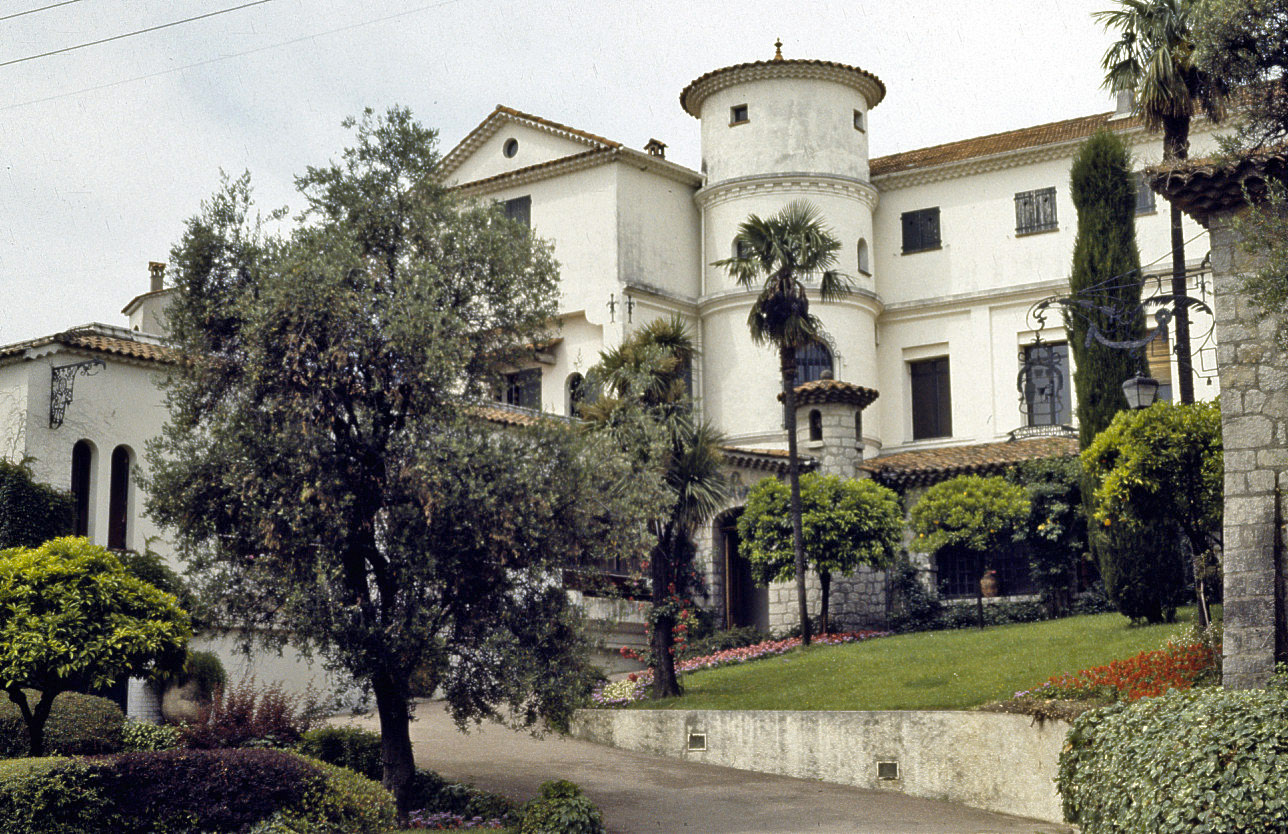
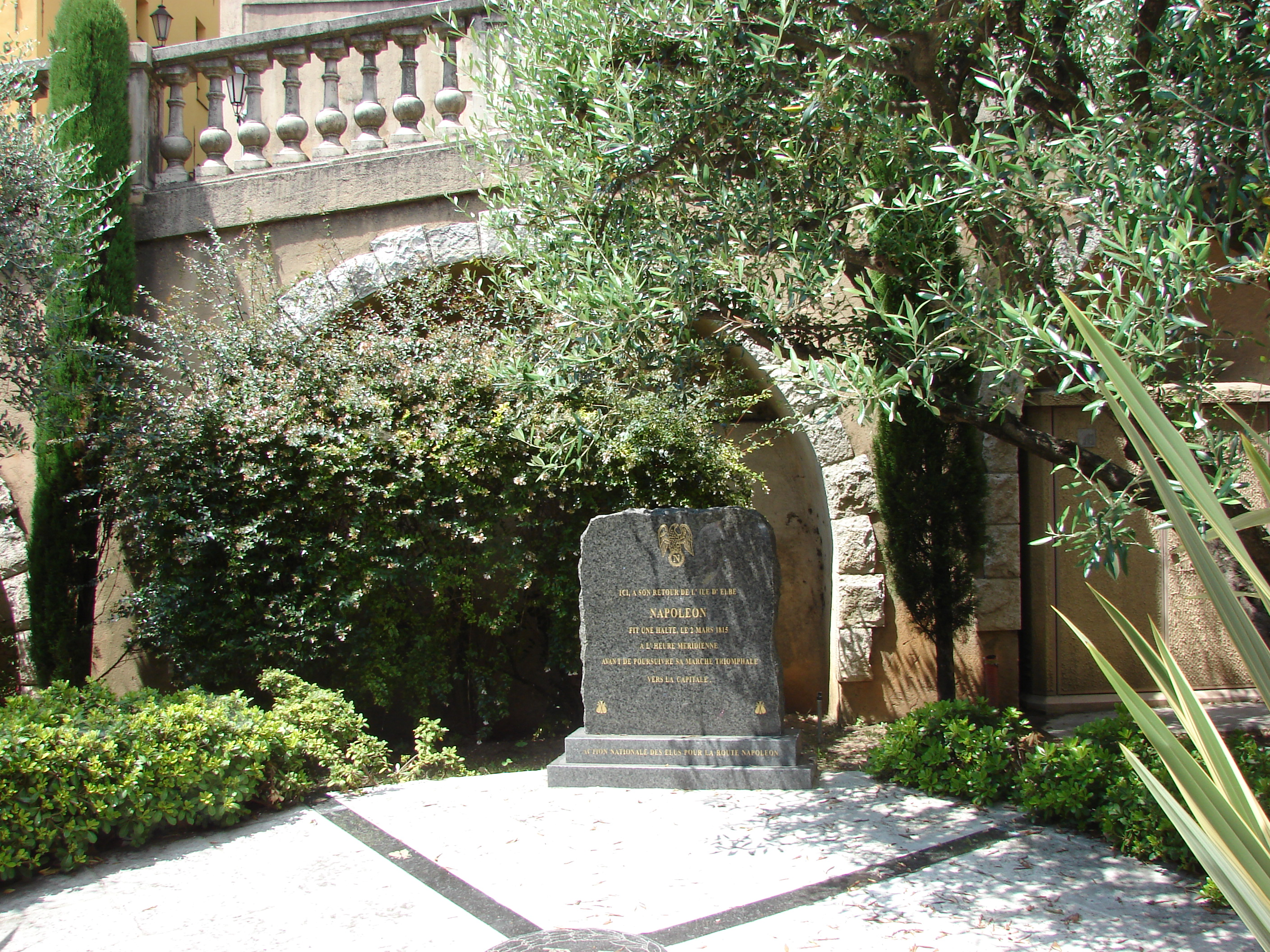
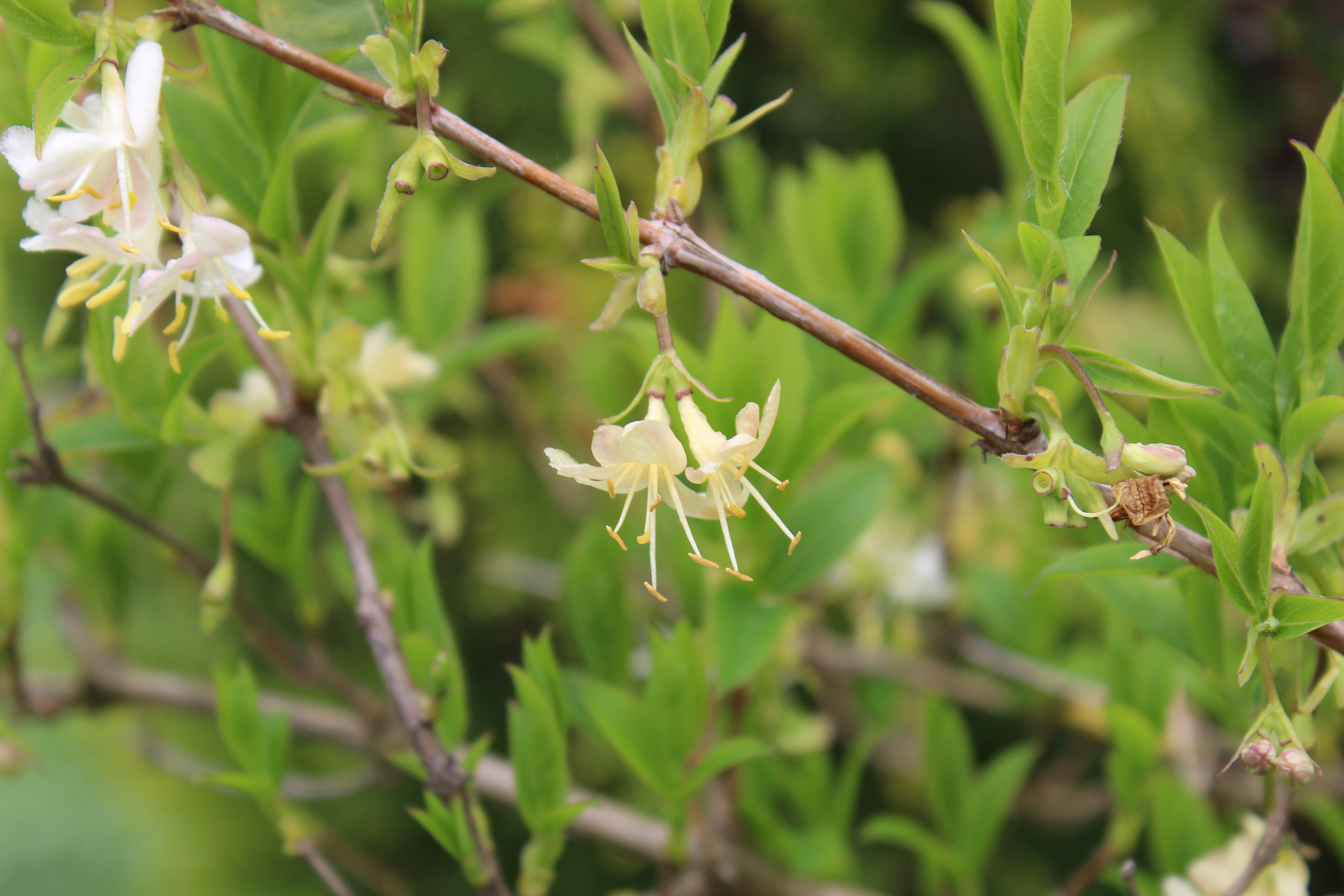

## وصلات داخلية
العطور

التقطير

العطر (رواية)